# باري رسل جونز
باري رسل جونز (بالإنجليزية: Barrie Russell Jones)‏ ـ (4 يناير 1921 ـ 19 أغسطس 2009) هو طبيب وجراح عيون بريطاني-نيوزيلندي، يُعد من رواد طب العيون الوقائي. حصل على رتبة الإمبراطورية البريطانية من طبقة قائد سنة 1984، كما حصل على جائزة الملك فيصل العالمية في الطب سنة 1987.